# Mulheres & Quadrinhos
Mulheres & Quadrinhos é um livro publicado pela editora Skript e organizado pelas pesquisadoras Dani Marino e Laluña Machado, que reúne artigos científicos, relatos, contos, HQs e ilustrações sobre a relação da mulher com os quadrinhos, tendo a participação de pesquisadoras, jornalistas especializadas, ilustradoras, roteiristas, coloristas, editoras, tradutoras e letristas.
As pesquisadoras Marino e Machado, reuniram nas 500 páginas da publicação, o maior número possível de mulheres — cerca de 120 participantes — de todas as regiões do Brasil. Entre as artistas com quadrinhos publicados na obra, estão Lu Cafaggi, Rebeca Prado, Mariana Cagnin, Carol Andrade, Cris Eiko, Lilian Mitsunaga e Fefê Torquato, entre outras que, inclusive, "estreiam" na produção de uma HQ.
O livro foi publicado a partir de financiamento coletivo realizado na plataforma Catarse. Em 2020, a editora Skript disponibilizou gratuitamente em seu site um e-book com os artigos acadêmicos do livro sob o nome de Mulheres e Quadrinhos: Universidade como parte de seu apoio ao isolamento social provocado pela pandemia de COVID-19.
Em 2020, Mulheres & Quadrinhos ganhou o Troféu HQ Mix de melhor livro teórico e de melhor publicação mix.